# Mary Steenburgen

Mary Steenburgen, 2009

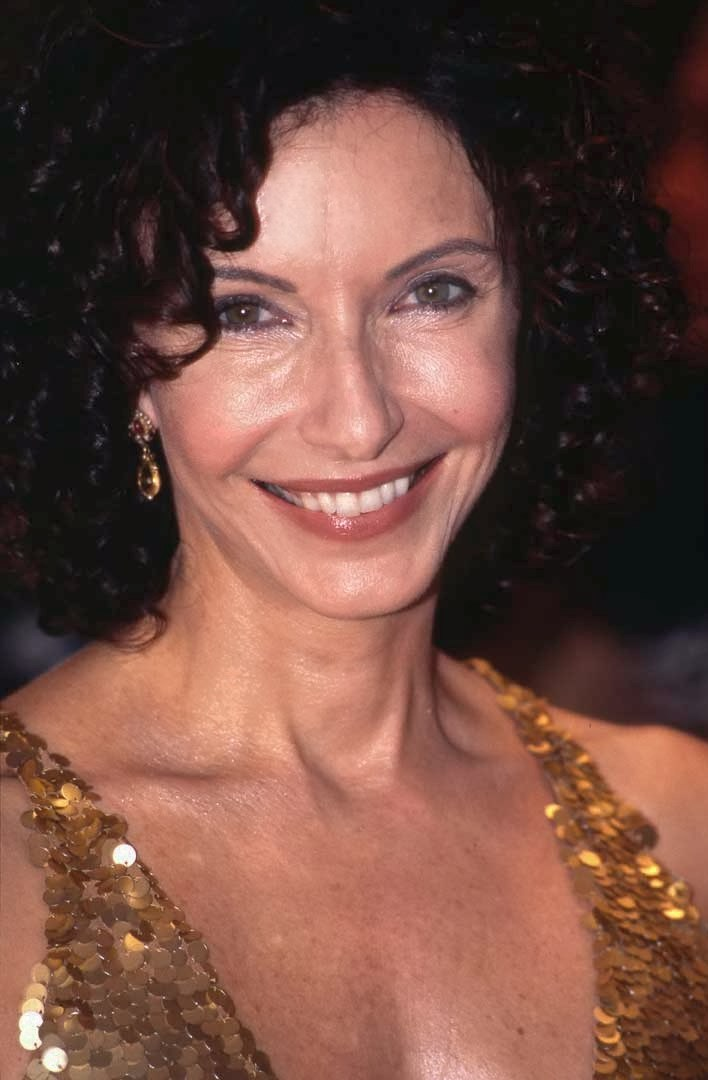
Mary Steenburgen, 2000

Mary Steenburgen (* 8. Februar 1953 in Newport, Arkansas) ist eine US-amerikanische Film- und Fernsehschauspielerin. Sie wurde jeweils einmal mit dem Golden Globe und dem Oscar ausgezeichnet.

## Leben
Mary Steenburgen gab 1978 unter der Regie von Jack Nicholson im Film Der Galgenstrick ihr Filmdebüt, für das sie eine Nominierung für den Golden Globe in der Kategorie Beste Nachwuchsdarstellerin erhielt. Für ihren folgenden Film Flucht in die Zukunft nach dem Roman von Karl Alexander stand sie an der Seite von David Warner und Malcolm McDowell, den sie 1980 heiratete, vor der Kamera. Das Paar, das zwei gemeinsame Kinder hat, trennte sich nach zehn Jahren Ehe. Für ihre Rolle in der Tragikomödie Melvin und Howard wurde Steenburgen 1981 mit dem Oscar als beste Nebendarstellerin ausgezeichnet. Danach übernahm sie vermehrt Nebenrollen. So wirkte sie 1982 in Woody Allens Eine Sommernachts-Sexkomödie mit und 1989 in Ron Howards Eine Wahnsinnsfamilie an der Seite von Steve Martin und Dianne Wiest. Der Figur 'Clara Brown', die sie in Zurück in die Zukunft III spielte, lieh sie in der auf dem Film basierenden Zeichentrickserie ihre Stimme.
Bei den Dreharbeiten zu dem 1994 erschienenen Film "Der Traum von Apollo XI".
lernte sie Ted Danson kennen, den sie im Jahr 1995 heiratete. In der im selben Jahr entstandenen Filmbiografie Nixon verkörperte sie die Mutter des 37. Präsidenten der Vereinigten Staaten, gespielt von Anthony Hopkins.
Daneben trat Steenburgen auch in Fernsehfilmen und -serien auf. 1996 wirkte sie im Zweiteiler Gullivers Reisen mit. 1999 gehörte sie erneut zur Besetzung eines Fernsehepos, Arche Noah – Das größte Abenteuer der Menschheit, neben Jon Voight und F. Murray Abraham in der weiblichen Hauptrolle.
Zusammen mit ihrem Ehemann stand sie 2002 unter der Regie von Stephen Gyllenhaal in Talking to Heaven erneut vor der Kamera. Im folgenden Jahr spielte sie in dem Ensemblefilm Casa de los babys eine von fünf Frauen, die nach Südamerika reisen, um dort ein Kind zu adoptieren. Der Regisseur John Sayles beleuchtete das Thema Adoptionstourismus an den Beispielen von fünf unterschiedlichen Charakteren. Von 2003 bis 2005 gehörte Steenburgen dann zur Besetzung der Fernsehserie Die himmlische Joan und verkörperte in dieser CBS-Produktion die Mutter von Hauptdarstellerin Amber Tamblyn. 2007 stand sie erneut für John Sayles vor der Kamera. In dem Independentfilm Honeydripper spielte sie an der Seite von Danny Glover und LisaGay Hamilton. Weitere Nebenrollen in Hollywoodproduktionen wie Die Fremde in dir mit Jodie Foster oder Die Stiefbrüder mit Will Ferrell und John C. Reilly folgten.

## Filmografie (Auswahl)
- 1978: Der Galgenstrick (Goin’ South)
- 1979: Flucht in die Zukunft (Time After Time)
- 1980: Melvin und Howard (Melvin and Howard)
- 1981: Ragtime
- 1982: Eine Sommernachts-Sexkomödie (A Midsummer Night’s Sex Comedy)
- 1983: Cross Creek
- 1985: Wenn Träume wahr wären (One Magic Christmas)
- 1985: Zärtlich ist die Nacht (Tender is the Night)
- 1987: Mit Volldampf nach Chicago (End of the Line)
- 1987: Wale im August (The Whales of August)
- 1987: Dead of Winter
- 1989: Eine Wahnsinnsfamilie (Parenthood)
- 1989: Miss Firecracker
- 1989: Mein Leben mit Anne Frank (The Attic: The Hiding of Anne Frank, Fernsehfilm)
- 1990: Zurück in die Zukunft III (Back to the Future Part III)
- 1991: Der Mann ihrer Träume (The Butcher’s Wife)
- 1993: Philadelphia
- 1993: Gilbert Grape – Irgendwo in Iowa (What’s Eating Gilbert Grape)
- 1994: Clifford – Das kleine Scheusal (Clifford)
- 1994: Der Traum von Apollo XI (Pontiac Man)
- 1994: Vorsicht Nachbarn (It Runs in the Family auch My Summer Story)
- 1995: Powder
- 1995: Nixon
- 1995: Die Grasharfe (The Grass Harp)
- 1995: Meine Familie (My Family)
- 1996: Gullivers Reisen (Gulliver’s Travels, Fernseh-Miniserie)
- 1999: Arche Noah – Das größte Abenteuer der Menschheit (Noah’s Ark, Fernseh-Miniserie)
- 2001: Ich bin Sam (I am Sam)
- 2001: Das Haus am Meer (Life As A House)
- 2002: Talking to Heaven (Living with the Dead)
- 2002: Land des Sonnenscheins – Sunshine State (Sunshine State)
- 2003: Hope Springs – Die Liebe deines Lebens (Hope Springs)
- 2003: Casa de los babys
- 2003: Buddy – Der Weihnachtself (Elf)
- 2003–2005: Die himmlische Joan (Joan of Arcadia, Fernsehserie, 45 Folgen)
- 2006: Dead Girl (The Dead Girl)
- 2006: Inland Empire
- 2007: Honeydripper
- 2007: Die Fremde in dir (The Brave One)
- 2007: Nobel Son
- 2007: Nur die Liebe hilft (Numb)
- 2008: Stiefbrüder (Step Brothers)
- 2008: Mein Schatz, unsere Familie und ich (Four Christmases)
- 2009: Selbst ist die Braut (The Proposal)
- 2009: Mord in Louisiana (In the Electric Mist)
- 2009: Haben Sie das von den Morgans gehört? (Did You Hear About the Morgans?)
- 2010: Dirty Girl
- 2011: The Help
- 2013: Brahmin Bulls
- 2013: Last Vegas
- 2014: Song One
- 2014–2015: Justified (Fernsehserie, 7 Folgen)
- 2015: Picknick mit Bären (A Walk in the Woods)
- 2015: Jim Henson’s Turkey Hollow
- 2015–2017: Orange Is the New Black (Fernsehserie, 6 Folgen)
- 2015–2018: The Last Man on Earth (Fernsehserie, 57 Folgen)
- 2016: Rendezvous mit dem Leben (The Book of Love)
- 2016: Katie Says Goodbye
- 2017: The Discovery
- 2018: Book Club – Das Beste kommt noch (Book Club)
- 2019–2021: Bless the Harts  (Fernsehserie, Stimme, 7 Folgen)
- 2020: Grace and Frankie (Fernsehserie, 2 Folgen)
- 2020: Happiest Season
- 2020–2021: Zoey’s Extraordinary Playlist (Fernsehserie, 12 Folgen)
- 2021: Nightmare Alley
- 2021: Zoey’s Extraordinary Christmas
- 2022: Mr. Mayor (Fernsehserie, Folge 2x07)
- 2023: Book Club – Ein neues Kapitel (Book Club: The Next Chapter)

## Auszeichnungen
Steenburgen erhielt für ihre Rolle in Melvin und Howard 1981 sowohl den Golden Globe als auch den Oscar als beste Nebendarstellerin. Weitere Nominierungen erhielt sie für Der Galgenstrick und Ragtime. 2009 wurde sie mit einem Stern auf dem Hollywood Walk of Fame geehrt.